# André Villiers (zoologiste)
Pour les articles homonymes, voir André Villiers et Villiers.
André Villiers est un entomologiste et un herpétologiste français, né le 9 avril 1915 au Perreux-sur-Marne et mort le 8 juin 1983 dans cette même ville.

## Biographie
André Villiers commence à s'intéresser dès son jeune âge à l'histoire naturelle et, dès treize ans, fréquente René Gabriel Jeannel (1879-1965) au laboratoire d'entomologie du Muséum national d'histoire naturelle à Paris. Il participe également aux activités des Coléoptéristes de la Seine.
Après son service militaire, André Villiers entre au Muséum en 1937 comme aide-technique. Il participe à plusieurs missions scientifiques dont celle conduite par Bernard Gèze (1913-1996) au Cameroun. Ayant obtenu son doctorat en 1943 avec une thèse intitulée Études morphologique et biologique des Languriitae (Col. Erotylidae), il est sollicité après la fin de la guerre par Théodore Monod (1902-2000) pour prendre en charge l’entomologie au sein de l'Institut français d'Afrique noire (IFAN).
Monsieur Villiers rejoint la métropole en 1956, où, à la demande d’Eugène Séguy (1890-1985), il lui succède comme sous-directeur du laboratoire d’entomologie. En 1968 il est élu président de la Société entomologique de France. Il prend sa retraite en 1980 après avoir été nommé professeur du Muséum.
Il est l’auteur de 761 publications, principalement sur les coléoptères (cérambycidés, Languriidae), les hémiptères (réduvidés, Enicocephalidae) mais aussi sur les reptiles, les amphibiens et les oiseaux. Il s’intéresse également à la place des animaux dans la culture des Bakweris, une ethnie du Cameroun. Il participe, aux côtés de Renaud Paulian (1913-2003) et de Guy Colas (1902-1993), à la création de la revue L’Entomologiste. Outre la récolte d’un million de spécimens durant sa carrière, il enrichit les collections du Muséum de 500 000 espèces.

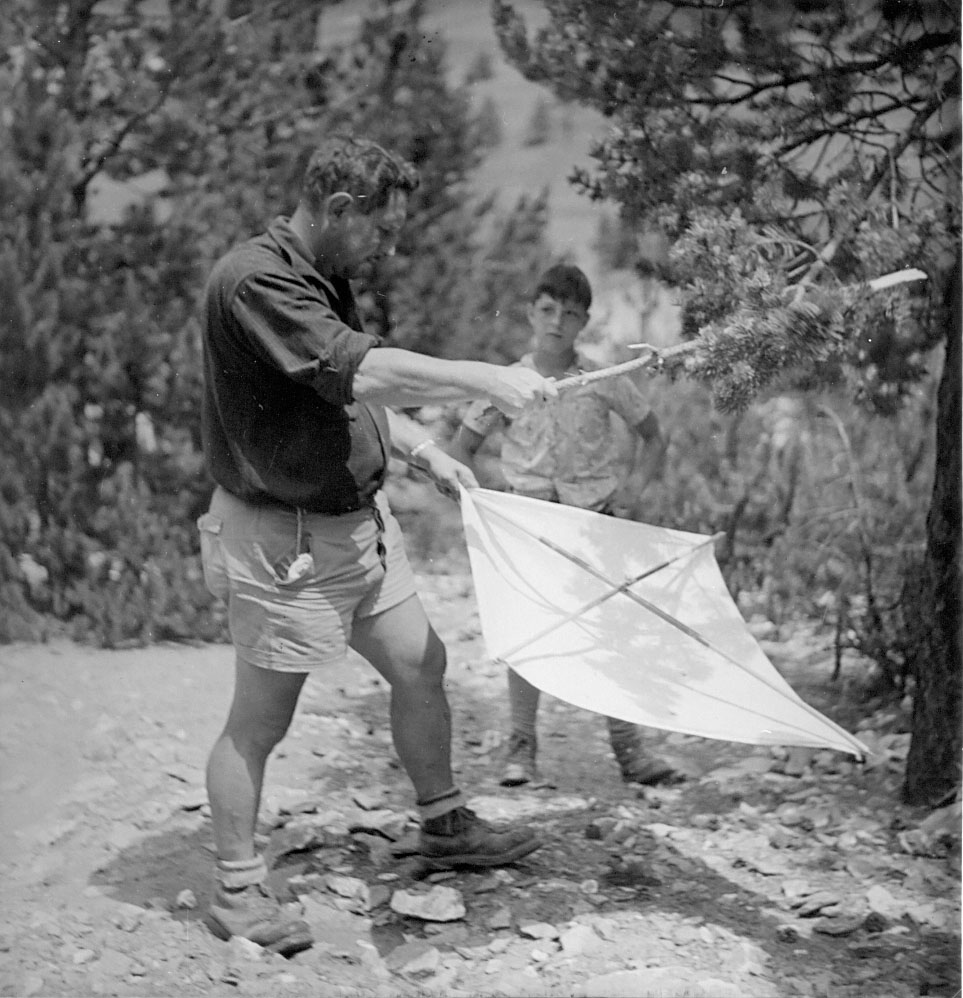
André Villiers en train de faire du battage pour la capture d'insectes

## Liste partielle des publications
- s.d. : avec André Descarpentries (1919-1998), Petits animaux des eaux douces, Nathan (Paris) : 122 p.
- 1943 : Étude morphologique et biologique des Languriitae, Publications du Muséum national d'histoire naturelle ; 6 : 98 p.
- 1945-1947 : Atlas des hémiptères de France, deux volumes, Boubée (Paris) – l’ouvrage est réédité en 1951 et revu et augmenté en 1977.
- 1946 : Coléoptères cérambycides de l'Afrique du Nord, Office de la recherche scientifique coloniale (Paris) : 153 p.
- 1948 : avec Pierre Louis Dekeyser, Récolte et préparation des collections zoologiques, IFAN (Dakar) : 44 p.
- 1948 : Hémiptères réduviidés de l'Afrique noire, Office de la recherche scientifique coloniale (Paris) : 489 p.
- 1949 : avec P.-L. Dekeyser, Mission P. L. Dekeyser et A. Villiers en Guinée et Côte d'Ivoire. 1946, Insectes, G.I.A. (Dakar) : 90 p.
- 1949 : “Révision des Émésides africains (Hémiptères réduviidés)”, Mémoires du Muséum d'histoire naturelle, nouvelle série, t. 23, fasc. 2 : 257-392.
- 1950 : Les Serpents de l'Ouest africain, IFAN (Dakar) : 148 p. – 2e édition en 1963, 3e en 1975,  (ISBN 2-85004-007-X).
- 1951 : avec P.-L. Dekeyser, Les Animaux protégés de l'Afrique noire, IFAN (Dakar) : 128 p.
- 1951 : La Collection de serpents de l'I. F. A. N., IFAN (Dakar) : 155 p.
- 1952 : Hémiptères de l'Afrique noire punaises et cigales, IFAN (Dakar) : 256 p.
- 1956 : Contribution à l'étude du peuplement de la Mauritanie. Notations écologiques et biogéographiques sur la faune de l'Adrar, IFAN (Dakar) : 222 p.
- 1957 : Les Lépidoptères de l'Afrique noire française, deux fascicules, IFAN (Dakar).
- 1958 : Faune de Madagascar. 7, Insectes hémiptères Enicocephalidae, institut de recherche scientifique de Madagascar : 79 p.
- 1958 : Les Plus beaux insectes, Larousse (Paris) : 96 p.
- 1958 : Tortues et crocodiles de l'Afrique noire française, IFAN (Dakar) : 355 p.
- 1964 : Les Insectes, Hachette (Paris) : 64 p.
- 1968 : Faune de Madagascar. 28, Insectes hémiptères Reduviidae. I. [Piratinae, Triatominae, Reduviinae, Cetherinae, Physoderinae, Stenopodainae.], ORSTOM, CNRS (Paris) : 199 p.
- 1975 : avec René Michel Quentin, Faune de Madagascar. 40, Insectes, Coléoptères, Cerambycidae, ORSTOM, CNRS (Paris) : 251 p.
- 1977 : L'Entomologiste amateur, Lechevalier (Paris) : 248 p. + 24 pl.  (ISBN 2-7205-0496-3)
- 1978 : Faune des Coléoptères de France, vol. I : Cerambycidae, Lechevalier (Paris), collection Encyclopédie entomologique : 611 p.  (ISBN 2-7205-0498-X)  (ISSN 0301-4282)
- 1979 : Faune de Madagascar. 49. 2, Insectes Hémiptères Reduviidae, ORSTOM : CNRS (Paris) : 202 p.
- 1979 : Initiation à l'entomologie, Boubée (Paris) : 324 p. + 20 pl.  (ISBN 2-85004-014-2)
- 1980 : Faune de Madagascar. 52, Insectes Coléoptères Cerambycidae Disteniinae, ORSTOM : CNRS (PAris) : 133 p.